# Hydatina montillai
Hydatina montillai is een slakkensoort uit de familie van de Aplustridae. De wetenschappelijke naam van de soort is voor het eerst geldig gepubliceerd in 1996 door Delsaerdt.